# Albert Meerum Terwogt
Albert Meerum Terwogt  (Rijswijk, 1883. október 20. – 1960. június 13.) holland nemzetközi labdarúgó-játékvezető.

## Pályafutása
Játékvezetésből Hágában vizsgázott. Vizsgáját követően a Dél-Holland tartományi Labdarúgó-szövetsége által üzemeltetett labdarúgó bajnokságokban kezdte sportszolgálatát. A Holland Labdarúgó-szövetség Játékvezető Bizottságának (JB) minősítésével az Eredivisie játékvezetője. Küldési gyakorlat szerint rendszeres partbírói szolgálatot is végzett. A nemzeti játékvezetéstől 1921-ben visszavonult.

### Nemzetközi játékvezetés
A Holland labdarúgó-szövetség JB terjesztette fel nemzetközi játékvezetőnek, a Nemzetközi Labdarúgó-szövetség (FIFA) 1912-től tartotta nyilván bírói keretében. Több nemzetek közötti válogatott, valamint klubmérkőzést vezetett, vagy működő társának alapvonalbíróként segített. A nemzetközi játékvezetéstől 1917-ben búcsúzott. Válogatott mérkőzéseinek száma: 9.

#### A magyar labdarúgó-válogatott mérkőzései (1902–1929)
| Időpont          | Helyszín                                       | Mérkőzés típusa         | Mérkőzés                                              | Eredmény | Nézők száma |
| ---------------- | ---------------------------------------------- | ----------------------- | ----------------------------------------------------- | -------- | ----------- |
| 1912. június 20. | Valhalla Idrottsplats Stadion, Göteborg        | 37. válogatott mérkőzés | Svédország–Magyarország                               | 2 – 2    | 2 500       |
| 1914. május 3.   | W.A.C. [Wiener Athletiksport Club] pálya, Bécs | 48. válogatott mérkőzés | Ausztria–Magyar labdarúgó-válogatott                  | 2 – 0    | 22 000      |
| 1914. június 19. | Råsunda Idrott Stadion, Stockholm              | 50. válogatott mérkőzés | Svéd labdarúgó-válogatott–Magyar labdarúgó-válogatott | 1 – 5    | 6 000       |
| 1914. június 21. | Råsunda Idrott Stadion, Stockholm              | 51. válogatott mérkőzés | Svéd labdarúgó-válogatott–Magyar labdarúgó-válogatott | 1 – 1    | 5 000       |

## Külső hivatkozások
- Albert Meerum Terwogt. World Referee. [2012. szeptember 6-i dátummal az eredetiből archiválva]. (Hozzáférés: 2015. november 17.)
- Albert Meerum Terwogt. footballzz.com. (Hozzáférés: 2015. november 17.)
- Albert Meerum Terwogt. eu-football.info. (Hozzáférés: 2015. november 17.)
- Albert Meerum Terwogt. c-dynamo.ru. (Hozzáférés: 2015. november 17.)
- Albert Meerum Terwogt. footballdatabase.eu. (Hozzáférés: 2015. november 17.)
- Albert Meerum Terwogt. dofootball.com.ua. [2015. november 23-i dátummal az eredetiből archiválva]. (Hozzáférés: 2015. november 17.)

1. 1 2  Holland Életrajzi Portál. Holland Életrajzi Portál . (Hozzáférés: 2017. október 9.)